# Maison Enjalbert
La maison Enjalbert est un bâtiment situé à Albi, en France.

## Localisation
La maison est située dans le département du Tarn, sur le territoire de la commune d'Albi, à l'angle des rues Timbal et des Pénitents.

## Historique
La maison date du XVIe siècle. Elle présente une structure en bois (à colombage, dit corondage dans la région) à remplissage de briques très travaillé. Les encadrements de fenêtres sculptés sont de type Renaissance.
Elle est classée au titre des monuments historiques depuis le 9 mai 1921.

## Galerie de photos

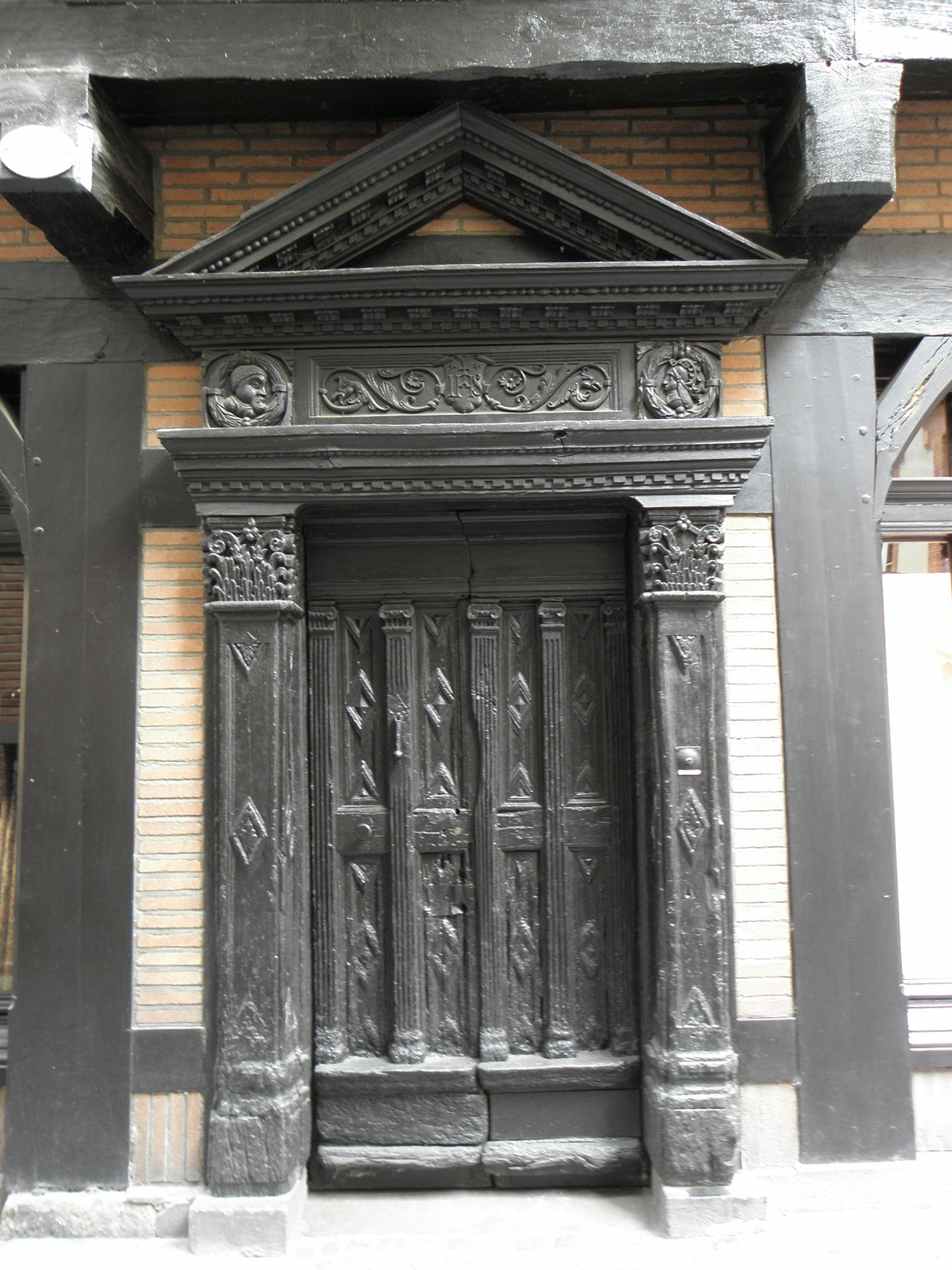
Porte d'entrée.
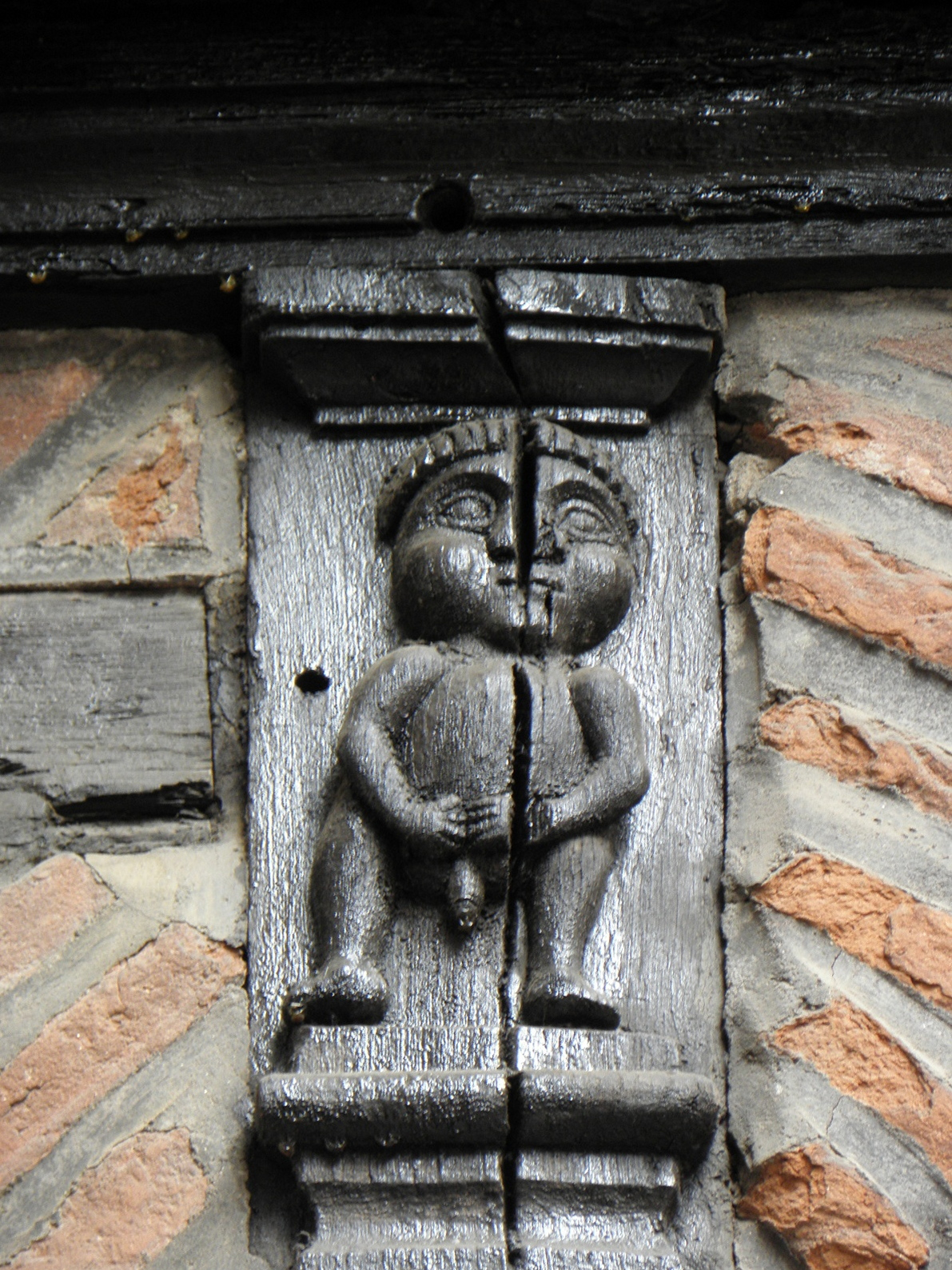
Personnage païen, signe d'une évolution des mœurs.
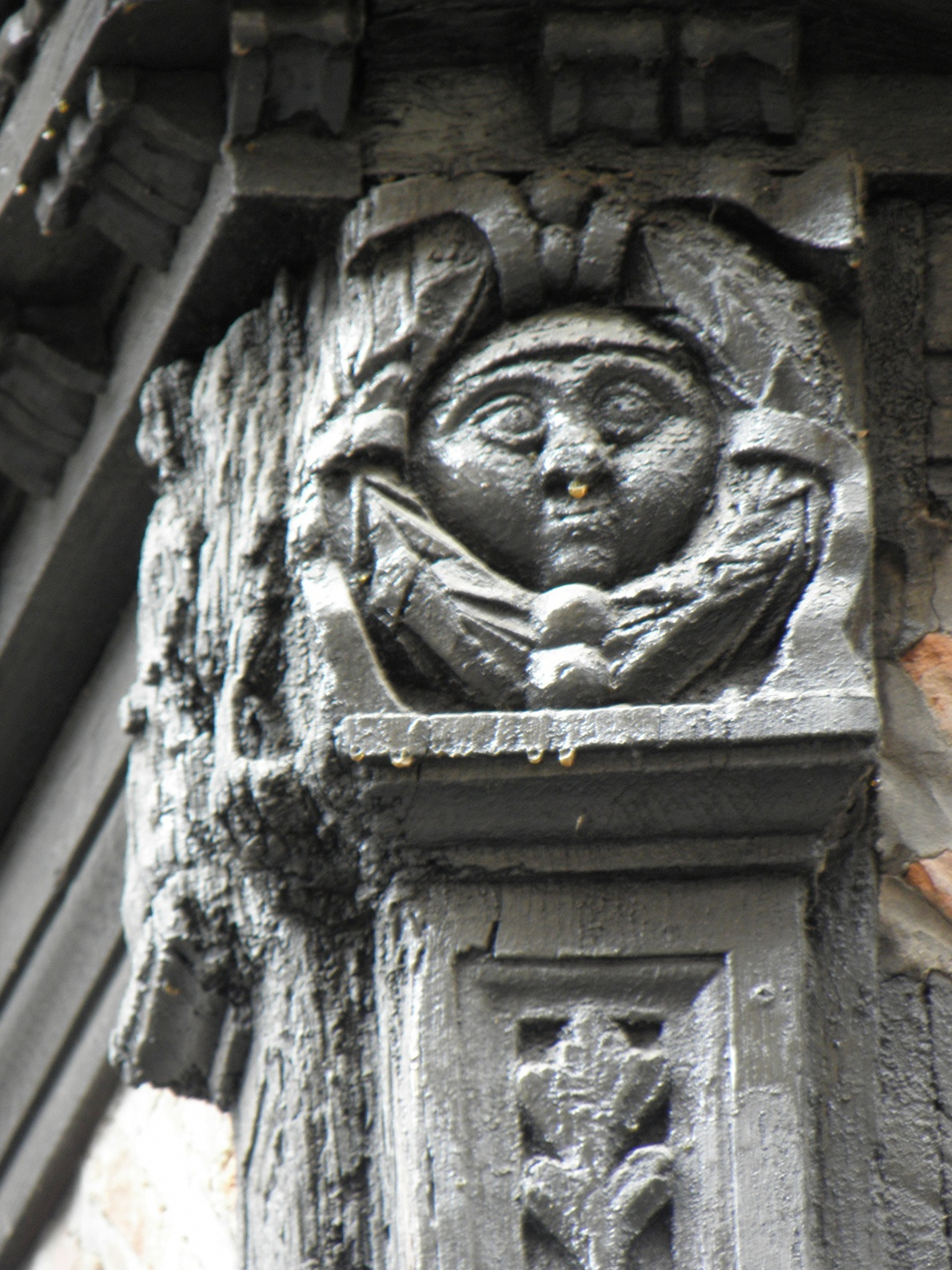
Poteau d'angle sculpté.
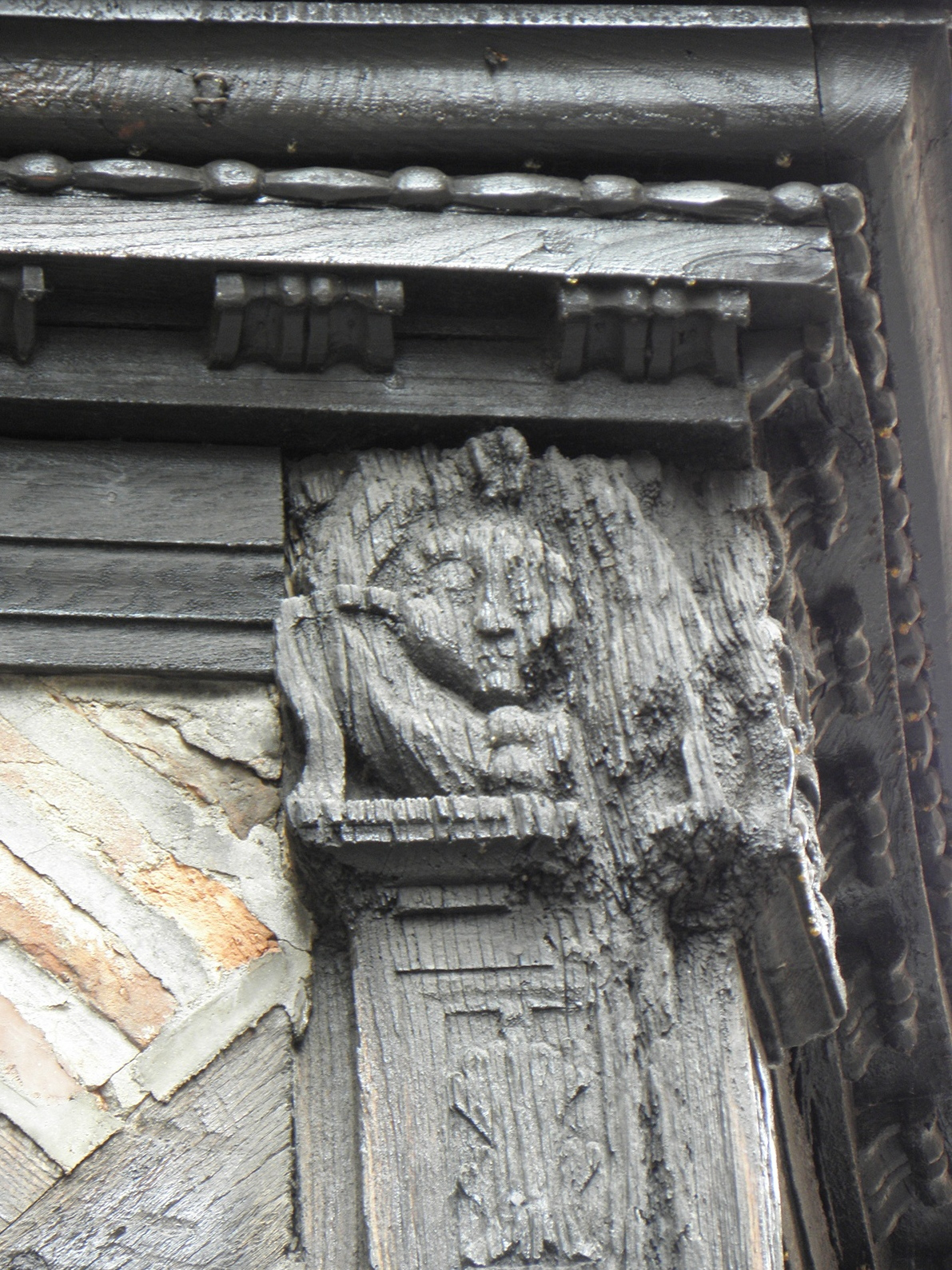
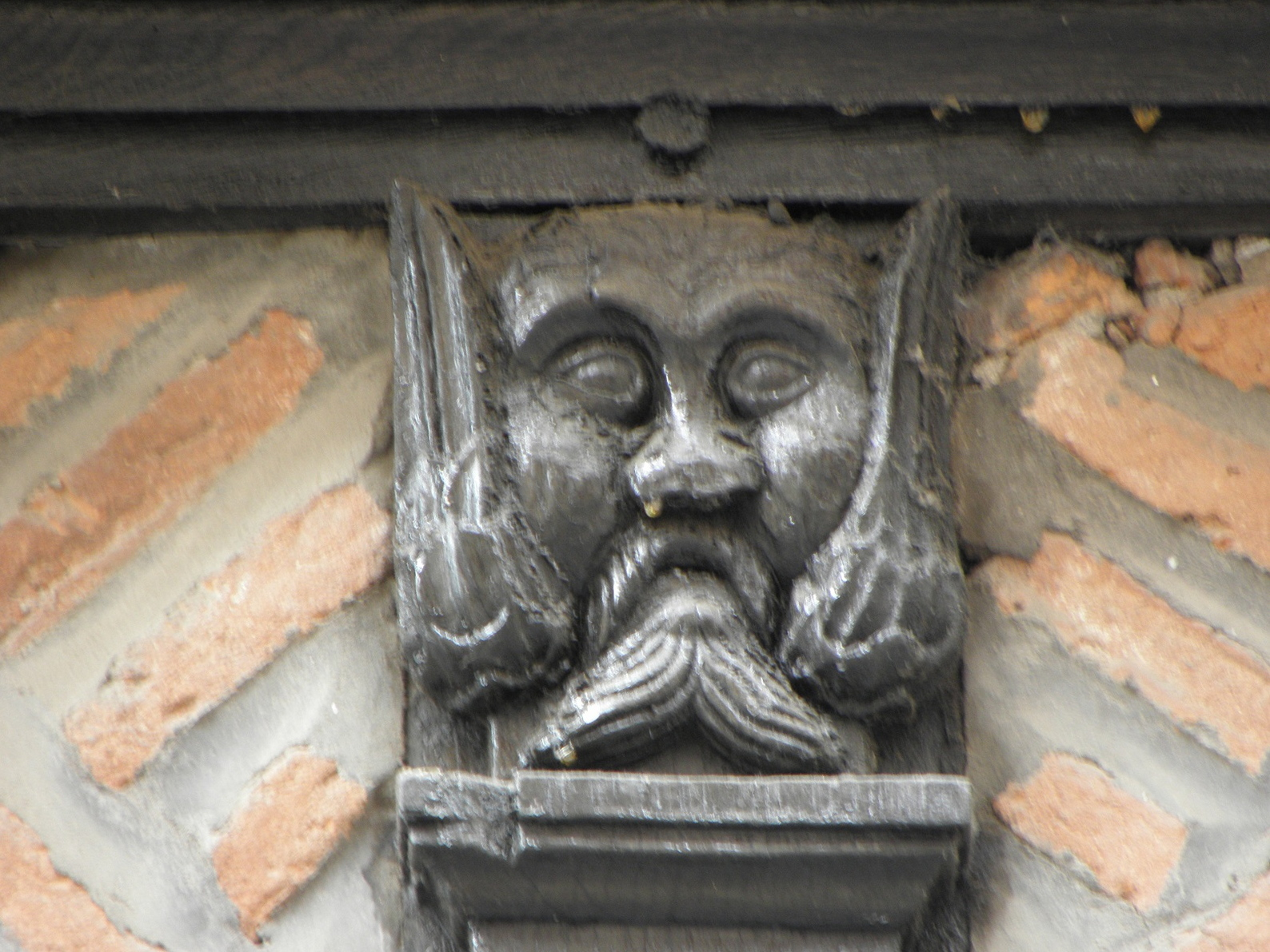